# Kabbale lourianique

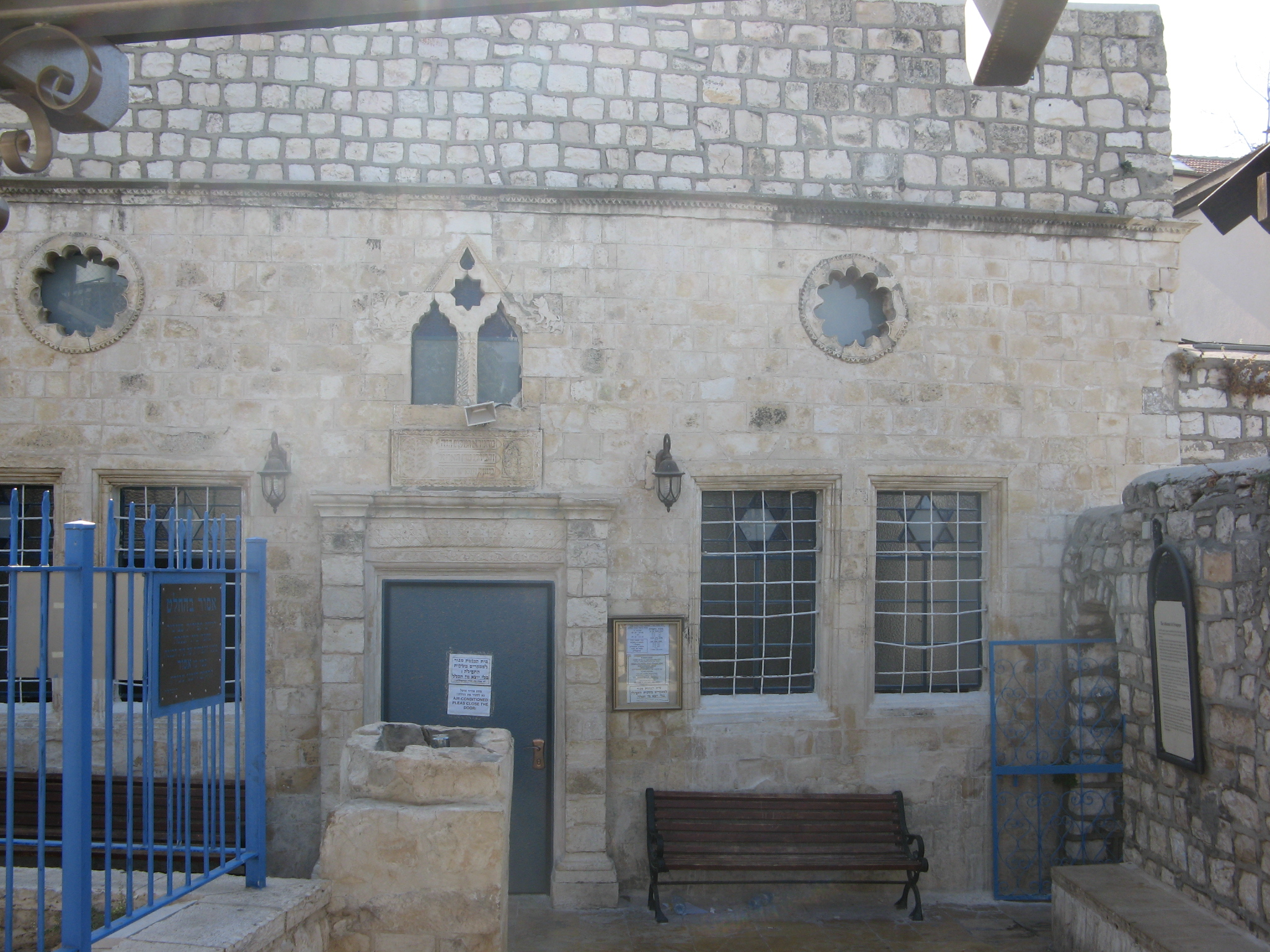
La synagogue Louria à Safed

La Kabbale lourianique est issue de l’enseignement (essentiellement oral) d’Isaac Louria (1534-1572), un maître de l’école kabbalistique de Safed, en Galilée. L’ensemble des théories qui la constituent a été exposé par plusieurs de ses disciples, principalement par Haïm Vital (1542-1620) et par Joseph Ibn Tabul (1545-1610), dans des ouvrages dont le plus connu est le Sefer Etz Hayyim (le Livre de l’Arbre de Vie).
La kabbale lourianique joue un rôle considérable dans la culture juive, et au-delà d’elle. Les traductions et les commentaires de Christian Knorr von Rosenroth (1636-1689) ou de François-Mercure Van Helmont (1614-1698) la diffusent en Europe dès le XVIIe siècle. Elle a fait l’objet de nombreuses études historiques, notamment par Gershom Scholem (1897-1982) et Charles Mopsik (1956-2003).

## La création du monde
« Qu'est-il arrivé avant le commencement des temps pour que commencement il y ait ? »  Jusqu’à ce qu’Isaac Louria s’intéresse à cette question, le Dieu des religions n’avait d’intérêt qu’en tant qu’il se manifestait aux hommes. Le Dieu d'avant la création n’était ni un souci, ni un problème important, selon Charles Mopsik.
« Comment Dieu créa-t-il le monde ? – Comme un homme qui se concentre et contracte sa respiration, de sorte que le plus petit peut contenir le plus grand », explique Isaac Louria.
Louria conçoit ainsi la première manifestation de Dieu. Nahmanide, un kabbaliste du XIIIe siècle, imaginait déjà un mouvement de contraction originelle, mais jusqu’à Louria, on n’avait jamais fait de cette idée un concept cosmologique fondamental, remarque Gershom Scholem . 

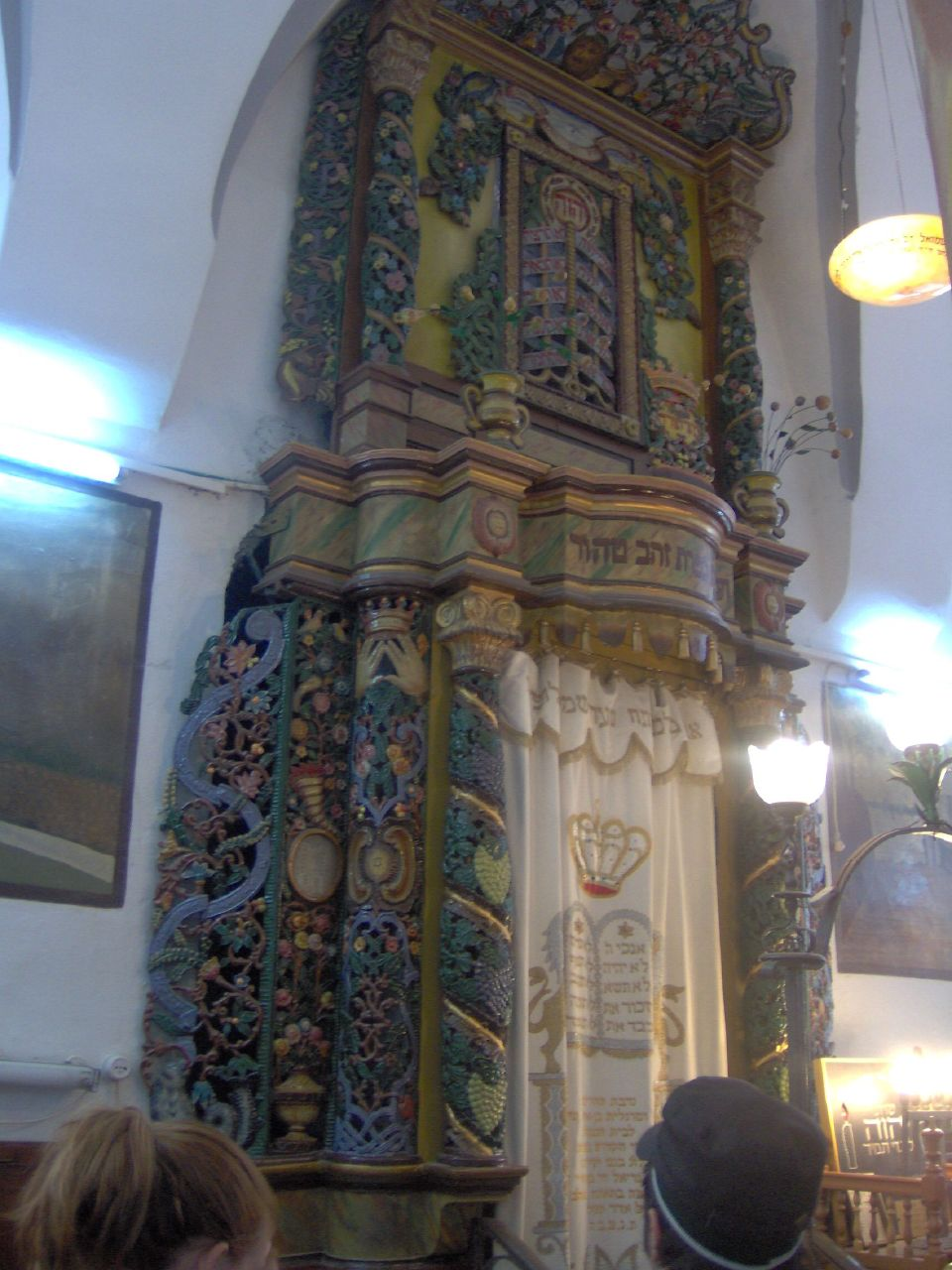
Le tabernacle de la synagogue Louria à Safed

« La principale originalité de la théorie lourianique tient au fait que le premier acte de la divinité transcendante – ce que les kabbalistes appellent le En Sof (l’Infini) – n’est pas « un acte de révélation et d’émanation, mais, au contraire, un acte de dissimulation et de restriction».

## Le tsimtsoum: le retrait de Dieu
Cette thèse part de l’idée que la transcendance divine, le En Sof, ne laisse aucune place à la création, car il n’est pas possible d’imaginer en son être un domaine qui ne soit pas déjà en lui, puisque ce domaine, alors, contredirait l’infinitude du En Sof. Par conséquent, la création n’est possible que par « le retrait de Dieu en lui-même », c’est-à-dire par le tsimtsoum par lequel Dieu se contracte ou se concentre en lui-même pour permettre à quelque chose qui n’est pas le En Sof d’exister.
Cette contraction ou concentration crée le vide, c’est-à-dire l’espace, à l’intérieur duquel le cosmos prend place et s’organise peu à peu en se déployant à travers toute une série de mondes entrelacés. Une part de la divinité se retire afin de laisser place au processus créateur du monde, un retrait qui précède toute émanation, selon Louria.
La tradition talmudique mettait déjà en jeu le tsimtsoum. Ainsi, selon le Talmud, Dieu se contractait en lui-même pour se loger en un lieu unique, le Saint des saints du temple de Jérusalem. Mais Isaac Louria donne au tsimtsoum la signification inverse, note Scholem : « Il ne s’agit pas de concentration de la puissance de Dieu en un lieu unique », chez Louria, « mais de son retrait d’un lieu ».
Le lieu dont Dieu se retire ne consiste qu’en un « point », comparé à son infinité, mais ce point vide, ce point spatial, comprend le monde et tous ses degrés d’existence, tant spirituelle que corporelle, selon Louria. C’est l’espace primordial, appelé tehiru, par Louria, un terme repris du Zohar.

## Le jugement et la miséricorde
Le En Sof, selon Louria, comprend deux aspects fondamentaux : celui de la Miséricorde (l’aspect masculin) et celui du Jugement (l’aspect féminin). L'un comme l'autre sont en lui de toute éternité. Mais l'un d'eux, l'aspect du Jugement (din), n'a pas de localisation propre : il est dissout comme du sel dans l'océan de la pure miséricorde. Le jugement y est imperceptible, « comme des grains de poussière infinitésimaux perdus dans un abîme de compassion sans bornes».
Premier mouvement dans le En Sof allant vers l'émanation et la création des mondes, ces grains infimes de jugement, dissous au point d’être dépourvus de toute réalité propre, ces grains de jugement se recueillent et se condensent.
Ce degré zéro de manifestation équivaut au passage du néant à l'être, observe Charles Mopsik : « la création ex nihilo (yéch méayin), désigne ici le recueillement du Jugement, sa venue à l'être ou sa manifestation».
L'être (doué du jugement) qui émerge primordialement du néant et qui constituera l'ossature des mondes, est à la source de toute rigueur et de toute sévérité, pour Louria. Cette émergence entraîne aussitôt un retrait de la puissance de miséricorde qui constitue les « masses d'eaux » de l'océan primitif, à savoir le En Sof.
Ce retrait de l’océan de Miséricorde fait place à quatre mondes successifs : le monde de l’émanation ; puis le monde de la création ; puis le monde de la formation ; enfin le monde de la fabrication (c’est-à-dire le monde actuel).

## Le monde de l’émanation
En se retirant, Dieu laisse comme des traces de vagues sur une plage, des traces que Louria assimile aux reflets de la lumière de la Miséricorde, une sorte de résidu d'infini lumineux dans un univers limité par la puissance restrictive du Jugement.
Le tsimtsoum produit une sorte d’inversion : ce n’est plus le Jugement qui ressemble à du sel dissous dans l’océan de la Miséricorde ; c’est la Miséricorde, désormais, qui ne subsiste plus qu’à l’état d’un reflet lumineux dans un univers où le Jugement domine.
Le tsimtsoum est un acte de jugement et d’autolimitation. Le processus de création qu’il inaugure se poursuit par l’extraction progressive et par la purification de la puissance du Jugement (de la même manière que du sel extrait de l’eau de mer et purifié par vaporisation), alors que la lumière de la Miséricorde, omniprésente avant le tsimtsoum, ne subsiste plus dans le monde créé que comme « des gouttes d’huiles attachées aux parois d’un récipient après qu’il a été vidé ». Ce reflet lumineux est appelé reshimou.
C’est ce reflet qui va permettre au En Sof de faire descendre un Yod, la première lettre du Tétragramme, dans l’espace primordial. Le Yod crée, en puissance, l’écriture et la lecture. Il contient la puissance de formation et d’organisation de toute chose.
L’émanation divine agit, d’une part, comme outil de mise en forme qui descend du En Sof pour apporter ordre et structure dans le chaos de l’univers primitif, selon un mouvement descendant. L’émanation divine agit, d’autre part, comme récepteur de la lumière du En Sof, réfléchissant sa lumière, dans un mouvement ascendant.  (Louria reprend ici la théorie émise par son maître, Moïse Cordovero.)

## Le monde de la création

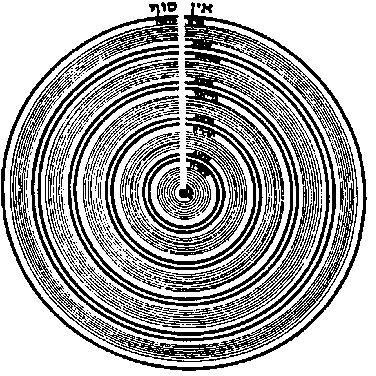
Une représentation de l'émanation des cercles et du rayon du En Sof d'après la théorie lourianique

Le tsimtsoum, en se produisant pareillement de tous les côtés de l’espace, crée une forme sphérique. La lumière divine se déploie en cercle concentriques qui épousent la sphéricité de l’espace primordial (tehiru). Ce processus génère la création des « vases » (kelim) dans lesquels la lumière divine est recueillie et réfléchie.
Toutefois, la lumière divine prend également la forme d’un rayon linéaire qui tend à former le « vase » appelé Adam Kadmon (l’homme primordial).
La plus harmonieuse des deux formes est le cercle, parce qu’il participe à la perfection du En Sof en s’adaptant naturellement à la sphéricité de l’espace créé, alors que le rayon linéaire va à la recherche de sa structure finale sous la forme d’un homme. Le cercle est la forme spontanée. La ligne est la forme voulue, orientée vers l’image de l’homme.
La forme d’un cercle et celle d’un homme indiquent, désormais, « les deux directions dans lesquelles se développent toutes les choses créées».
La forme linéaire, humaine, prend une valeur supérieure à celle du cercle. Le rayon qui crée l’Adam Kadmon émane, en effet, directement du En Sof, tandis que les cercles qui éclairent l’espace ne sont que des reflets indirects de la lumière divine. La forme linéaire, humaine, obéit au principe du ruah (le souffle divin). La forme circulaire, au principe de la nefesh (la perfection naturelle).
De plus, l’Adam Kadmon intègre en lui les cercles lumineux, grâce au Yod qui lui permet de distinguer dix sphères, dix réceptacles, dix vases de lumière divine, s’imbriquant concentriquement les uns dans les autres. La plus extérieure, la sphère de Keter (la Couronne), constitue la première sefirah, qui reste en contact avec le En Sof environnant. Comme dans un jeu de poupées russes, les neuf autres sefirot se rétrécissent de plus en plus en soi, jusqu’à la dixième, Malkhout (le Royaume), la sphère la plus éloignée de Dieu, le plus ordinaire et la plus basique.

## Le monde de la formation

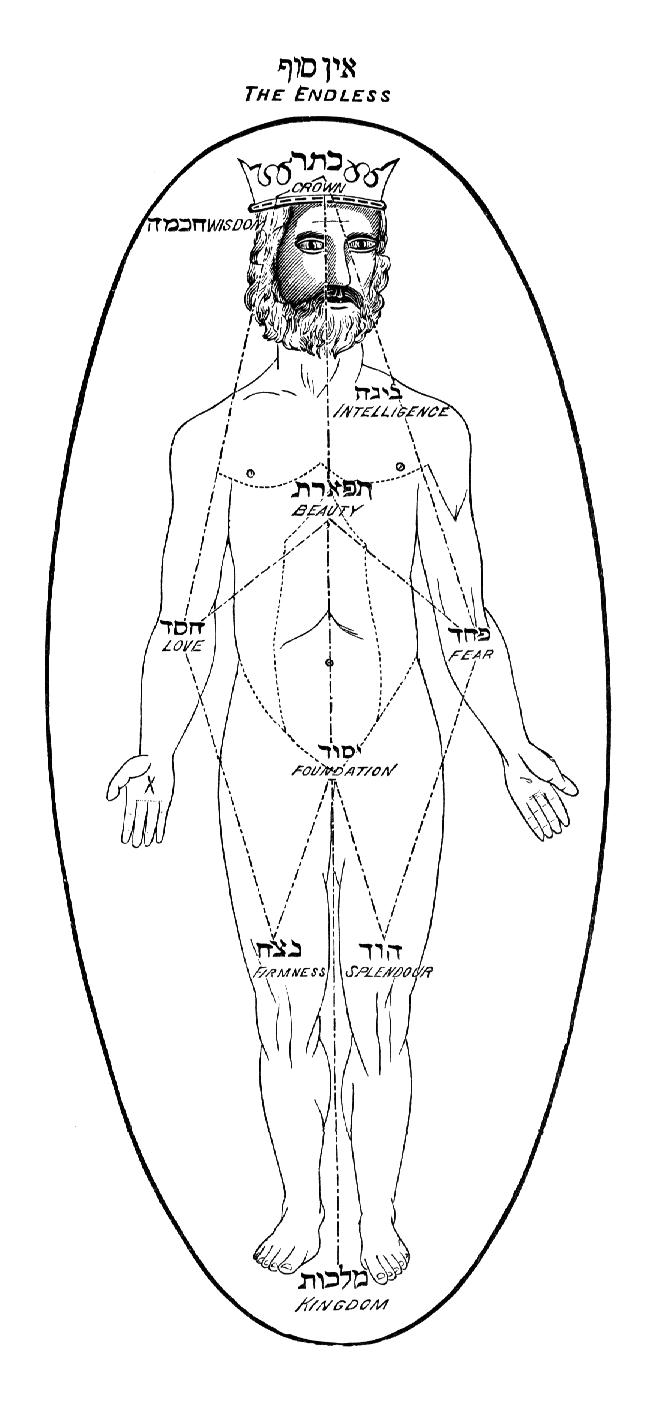
L’Adam Kadmon et les dix sefirot

En soi, les dix sefirot se redisposent elles-mêmes en ligne, en s’adaptant à la forme d’un homme et de ses membres. Le dixième sefirah, la plus basse, s’associe aux pieds de l’homme. La première, la plus élevée, s’associe à son front. Les autres se répartissent dans son anatomie. (Tout cela se comprenant métaphoriquement, car il est entendu que les sefirot constituent des entités purement spirituelles.)
Cependant les sefirot prennent également la forme de lettres, d’autres celles de signes grammaticaux, de sorte qu’elles rassemblent toutes les composantes de l’Écriture sainte. Ainsi, deux systèmes symboliques se superposent dans les sefirot : celui de la lumière et celui du langage.
Les lumières des sefirot se combinent pour former des noms dont les puissances latentes deviennent agissantes. Ces noms, porteurs à la fois de lumière divine et de parole, investissent la tête de l’homme, qui va les diffuser à son tour.
Les lumières qui sortent des yeux de l’homme se propagent à la fois circulairement et linéairement. Les yeux restent comme « fixés » sur l’espace, alors que les lumières qui sortent de la bouche, des oreilles, du nez (les lumières qui correspondent aux autres sens que la vue), originellement sphériques en soi, épousent la forme d’une ligne droite, plus directe et dynamique que le cercle. L’ouie, l’odorat, le goût, le toucher, prennent ainsi une valeur supérieure à celle de la vue, dans la théorie lourianique.
Réorganisées dans le corps symbolique de l’Adam Kadmon, les dix sefirot (les dix lumières primordiales) établissent entre elles des circuits qui accroissent considérablement l’intensité lumineuse des vases qui les contiennent.

## La Chevirat haKelim: la brisure des vases
Les trois premières sefirot, les trois premiers vases – la Couronne (Keter), la Sagesse (Hokhmah), l’Intelligence (Binah) – disposent d’un réceptacle assez solide pour supporter la croissance de l’intensité lumineuse, mais les vases des sept autres sefirot sont trop fragiles pour contenir l’afflux de la lumière. Ils se brisent. C’est la chevirat haKelim, la « brisure des vases ».
Les six vases – qui contiennent successivement la Générosité (Hesed), la Justice (Gevourah), la Beauté (Tifarerh), l’Éternité (Netsah), la Gloire (Hod), le Fondement (Yesod) –, ces six vases, ces six sefirot, éclatent. La dixième sefirah, le dernier vase, le Royaume (Malkhout), se fêle également, mais ne se subit pas autant de dommages que les six précédents.
Ainsi la lumière contenue dans ces sept vases se disperse dans l’espace. Une partie de leur lumière retourne à sa source, absorbée par le En Sof. Le reste de leur lumière s’attache aux morceaux brisés des vases, précipités dans l’espace, et comme recouverts d’une écorce, d’une coquille, d'une kelippah, qui empêchent leurs étincelles d’apparaître. Ces tessons forment la matière grossière et stérile.

## L’origine du mal
Les étincelles de lumière divine restent captives des kelippot, réduites à l’état de déchets, en quelque sorte. La « brisure des vases » opère une rupture catastrophique entre les trois sefirot les plus élevées (la Couronne, la Sagesse et l’Intelligence) et le sefirah la plus basse (le Royaume). Les communications sont rompues entre le haut et le bas, puisque les six sefirot intermédiaires ne sont plus que des débris.
Cette rupture de communication est à l’origine du mal, selon Isaac Louria, dans la mesure où elles retiennent une lumière indispensable à l’accomplissement de la création jusqu’à sa perfection. Les kelippot, les « coquilles », rendent obscur ce qui pourrait paraître clair. Elles engendrent les contresens, les erreurs, les méprises et, en somme, les puissances dont profite le mal, selon Louria.
La structure défaillante de la création divine, présente dans la Kabbale depuis Isaac l'Aveugle (1160 - 1235), trouve une explication chez Isaac Louria. La puissance du Jugement (din), parce qu’il restreint considérablement la puissance de Miséricorde (en quoi consiste la lumière divine), quand se produit la création du monde, fragilise tout l’édifice séfirotique. Le Jugement ne forme pas de vases assez solides pour supporter un afflux intense de compassion. C’est pourquoi, au-delà des kelippot, le Jugement se trouve à la racine du mal.
« Les kelippot ne sont rien d'autre que les produits dérivés du din (le Jugement), c'est-à-dire de la rigueur divine », observe Charles Mopsik. Toutefois, les kelippot n'agissent jamais « contre Dieu, ou en opposition avec lui, elles demeurent subordonnées à lui, et même figurent ses instruments par le biais desquels Il châtie les hommes à cause de leurs iniquités. Sous leur aspect de séducteurs qui entraînent leurs victimes à fauter, elles sont les agents d'épreuves auxquelles Dieu soumet les hommes».

## Le tikkoun: la réparation
Étape charnière de la création du monde, la « brisure des vases » exige une réparation, un tikkoun, que les hommes doivent opérer afin d’extraire des « coquilles » les étincelles qui permettent de restaurer les vases brisés. Cette réparation est d’abord un processus interne aux mondes divins, une sorte d’auto-organisation du chaos (tohu) qui résulte de la brisure. Cette réparation première donne naissance à des parzufim, à des « visages ».
Les trois sefirot les plus élevées, toujours intactes, (la Couronne, la Sagesse, l’Intelligence), prennent chacune l’aspect d’un visage différent. Ces visages offrent aux hommes un moyen de réindividuation et de redifférenciation qui va leur permettre de réparer la brisure entre la Miséricorde (le pôle masculin) et le Jugement (le pôle féminin). Ces visages servent « d’archétypes suprêmes à cet accouplement (ziwwug) procréateur », remarque Scholem. « Dans son aspect métaphorique, il est la racine commune de toute union intellectuelle et érotique ».

## Le monde de la fabrication
Le tikkoun s’opère par un travail sur la matière, par une extraction des étincelles de la lumière divine, prisonnière et dispersée dans les réalités naturelles. Louria porte son attention sur les pratiques religieuses (les mitzvot), sur la nourriture et la charité, en particulier. Mais, plus généralement, « tout objet, tout lieu dans l’espace, est porteur d’étincelles lumineuses qui attendent depuis le commencement des temps une libération » remarque Mopsik. « Isaac Louria distinguait partout dans la nature, dans les sources d’eaux vives, les arbres, les oiseaux, des âmes de justes et des étincelles de lumière aspirant à la délivrance, il entendait leur appel et tout son enseignement visait à exposer les moyens de contribuer à l’œuvre rédemptrice universelle».
La libération que prône Isaac Louria n’est en rien politique ou nationale, mais concerne toutes les créatures, selon Mopsik. « La libération est loin d’être une tâche d’intellectuels ou d’experts dans les pratiques mystiques. Elle doit être l’œuvre de tous pour advenir, même si la doctrine qui la décrit exige pour être comprise des études approfondies».

## La diffusion de la kabbale lourianique
Louria a transmis ses théories oralement à ses disciples de Safed, principalement à Haïm Vital (1542-1620) et à Joseph Ibn Tabul (1545-1610), qui l’exposeront ensuite par écrit. 
Haïm Vital a publié de son vivant des traités sur les théories lourianiques : le Sefer ha-Derushim, le Sefer ha-Kawwanot, le Sefer ha-Likkutim, le Sha'ar Ha'Gilgulim. Dans son Livre des visions (ou Sefer Ha-Hezyonot), il y parle de sa rencontre avec son maître qui lui explique les racines de son âme dans la quatrième partie de l'ouvrage . Vital a rassemblé ses principaux écrits sur Louria dans un ouvrage intitulé Etz ha-Hayyim (L’Arbre de Vie). Mais son fils, qui en hérite en 1620, interdit durant plusieurs années qu’on en fasse des copies manuscrites. Des copies de l’ouvrage commencent à circuler vers 1660. Elles se répandent dans l’ensemble de la diaspora juive (Europe, Moyen-Orient, Afrique du Nord, etc.).
Un manuscrit de Haïm Vital, jusque-là inconnu, est découvert par son petit-fils, Moïse ben Samuel Vital, et publié au début du XVIIIe siècle, sous le titre Mevo Shéarim ou  Toledot Adam. Tous les écrits de Haïm Vital sur la kabbale lourianique sont regroupés par Isaac Satanow afin d’établir sa version finale éditée à Korsek (en Ukraine, alors dans l’empire d’Autriche) en 1782, sous le titre Sefer Etz Hayyim (le Livre de l’Arbre de Vie). Il sera réédité à Varsovie en 1890 et à Tel-Aviv en 1960. C’est l’exposé le plus célèbre de la kabbale lourianique.
Mais les théories lourianiques que Joseph Ibn Tabul a livré dans son traité, Derush Hefzi-Bah, forment un ensemble plus complet que celui de Haïm Vital.
Le  Derush Hefzi-Bah d’Ibn Taboul, signale Scholem, « est d’une grande importance, car il contient la version de la doctrine du tsimtsoum, dont certains passages ont été supprimés par Vital ». L’originalité de Joseph Ibn Tabul tient au fait que « la cause du tsimtsoum est appréhendée comme un processus de purification au sein de l’océan de miséricorde constituant primordialement le En Sof qui, en se contractant, se débarrasse de la présence des particules du din (la puissance du jugement) », remarque Charles Mopsik».
Deux autres disciples d’Isaac Louria à Safed ont également publié des commentaires sur la kabbale lourianique : Moïse Yonah dans Kenfey Yonah (Les ailes de la colombe), et Israël Sarug dans Limoudé Atsilout (Les Études de l’émanation).
L’exposé de Yonah dans les Ailes de la colombe est le plus succinct (il ne mentionne pas l’épisode du tsimtsoum) ; en revanche, l’exposé de Sarug, marqué par l’influence de Joseph Ibn Tabul dont il a été l’élève, est beaucoup plus complet. Il laisse apparaître des thèmes originaux : « la jubilation originaire et solitaire du En Sof, les vibrations intérieures qu’elle provoque et qui engendrent les lettres créatrices, le vêtement divin qu’elles composent ensuite en se rassemblant », observe Mopsik.
L’ouvrage de Sarug a été diffusé en Italie dans les années 1590, et de là jusqu'en Europe du Nord. Le rabbin Shabbetaï Sheftel Horowitz de Prague, dans son livre Shef Tal (1612), s’appuie principalement sur Les Études de l'émanation pour exposer la théorie lourianique. 
Naphtali Bacharach se fonde également sur l'enseignement d'Israël Sarug dans son traité Emek ha-Melekh (La Vallée des rois), édité à Francfort en 1648. Cependant des ouvrages de Haïm Vital circulent alors en Europe et Vital acquiert un prestige plus grand que  Sarug auprès des kabbalistes.
Scholem note que « Bacharach prétend tirer son enseignement des livres de Haïm Vital, bien que d’importants chapitres de sa doctrine, comme son interprétation du tsimtsoum et tout ce que cela implique, soient complètement étrangers à l’œuvre de Vital». La fusion des deux traditions lourianiques – la première issue de Joseph Ibn Tabul, via Israël Sarug, la seconde de Haïm Vital – s’opère dans l’œuvre de Naphtali Bacharach, observe Scholem.
Abraham Cohen de Herrera donne également à l’enseignement de Sarug une vaste audience dans son traité, La Porte du ciel, édité à Amsterdam en 1655.
Christian Knorr von Rosenroth (1636-1689) se procure tous les ouvrages consacrés à la kabbale lourianique à sa disposition afin de les traduire en latin dans les années 1670. Il s'agit de La Vallée des rois de Naphtali Bacharach ; de La Porte du Ciel d'Abraham Cohen de Herrera ; et d'une copie partielle de L'Arbre de Vie de Haïm Vital. Il les publie dans son ouvrage Kabbala denudata, édité à Sulzbach (pour le premier tome qui contient La Porte du ciel) en 1677, et à Francfort (pour le second tome qui contient La Vallée des rois et des extraits de L'Arbre de Vie) en 1684. Knorr von Rosenroth y ajoute les commentaires de François-Mercure Van Helmont (1614-1698) , Ce fut le principal véhicule de la kabbale lourianique dans le monde chrétien. C'est l'ouvrage que connaissaient Leibniz ou Newton.

## Influences

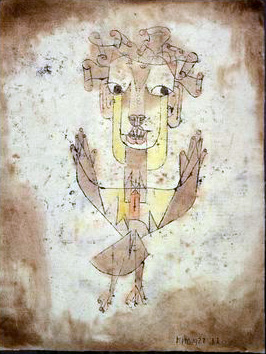
Angelus novus, portrait de Walter Benjamin par Paul Klee(1920)

La kabbale lourianique a eu une influence considérable sur les kabbalistes qui lui ont succédé : Nathan de Gaza, Moché Haïm Luzzatto, Nahman de Bratslav, etc. Elle a beaucoup marqué Sabbataï Tsevi et son mouvement messianique dans le dernier tiers du XVIIe siècle. 
La kabbale lourianique a également influencé des talmudistes comme le Gaon de Vilna et son disciple Haim de Volozhin, au XVIIIe siècle, mais aussi des philosophes du XXe et du XXIe siècle : Walter Benjamin, Jacques Derrida, Emmanuel Levinas, Bernard-Henri Lévy, etc.
Les concepts d’Isaac Louria occupent une place importante dans la philosophie d’Emmanuel Levinas. Le « visage », tel que l’a conçu Louria, imprègne profondément son œuvre.
Walter Benjamin a trouvé dans la kabbale lourianique la source de ce qu’il appelle la « tâche du traducteur », c’est-à-dire le travail de tout artiste, de tout écrivain, de tout homme, selon lui : « De même que les débris d’un vase, pour qu’on puisse reconstituer le tout, doivent s’accorder dans les plus petits détails, mais non être semblables les uns aux autres, ainsi, au lieu de s’assimiler au sens de l’original, la traduction doit bien plutôt, amoureusement et jusque dans le détail, adopter dans sa propre langue le mode de visée de l’original, afin de rendre l’un et l’autre reconnaissables comme fragments d’un même vase, comme fragments d’un même langage plus grand. [...] Racheter dans sa propre langue ce pur langage exilé dans la langue étrangère, libérer en le transposant le pur langage captif dans l’œuvre, telle est la tâche du traducteur. Pour l’amour du pur langage, il brise les barrières vermoulues de sa propre langue».

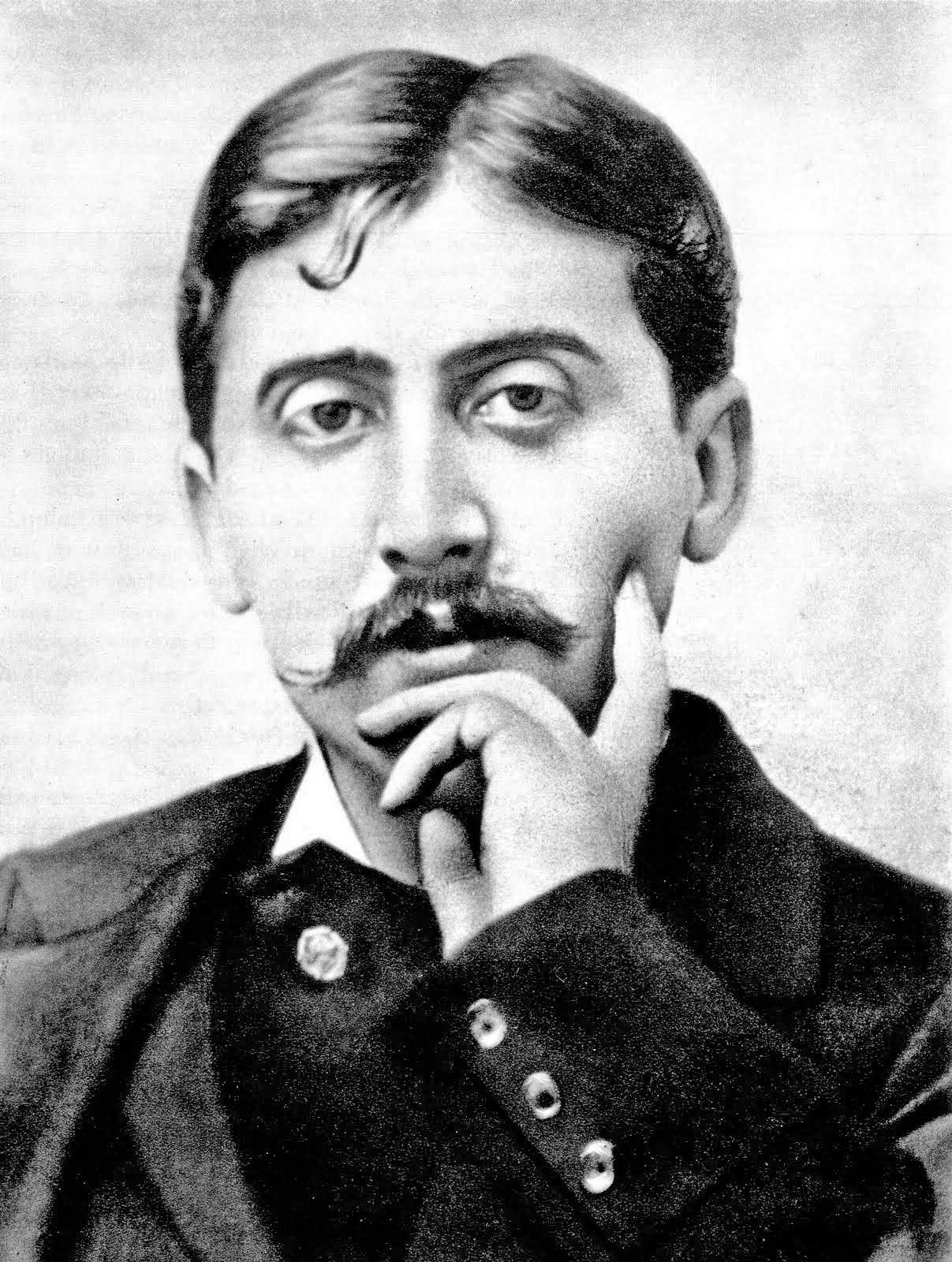
Marcel Proust

Dans le contexte de la poésie et de la création littéraire, remarque Charles Mopsik, « c’est très exactement ce que Marcel Proust a si bien exprimé : « Il dépend de nous de rompre l’enchantement qui rend les choses prisonnières, de les hisser jusqu’à nous, de les empêcher de retomber pour jamais dans le néant». C’est au bout de ce chemin où l’homme amasse les noix pour en briser la coquille, selon une image prisée par Isaac Louria ».
« Non plus sauver le monde. Encore moins le recommencer. Mais juste le réparer, à la façon dont on répare les vases brisés. Il est très beau, ce mot de réparation. Il est modeste. Il est sage. Mais il est aussi vertigineux. C’était celui d’Isaac Louria, bien sûr », écrit Bernard-Henri Lévy. « Il ne dit plus, ce concept de réparation, la nostalgie d’un corps plein ou d’une pureté perdue, il ne rêve plus d’un vase d’avant la brisure ou d’un vase dont on hallucinerait qu’il n’a jamais été brisé. Il ne véhicule rien qui ressemble à de l’eschatologie ou de la théodicée. Il nous parle du présent. Du présent seulement. De ce présent dont un autre grand Juif [ Marcel Proust ] a dit qu’il est juste un instant que l’on a su et pu sauver. Et dont il aurait pu dire qu’il est la seule réponse à la mauvaise prophétie de Nietzsche sur le bel avenir du Mal».

### Textes
- Joseph Ibn Tabul, Derush Hefzi-Bah, publié dans Simhat Cohen de par Massud ha-Kohen al-Haddad, Jérusalem, 1921, réédité par Weinstock, Jérusalem, 1981.
- Haïm Vital, Etz Haim (L'Arbre de Vie), édité par Isaac Satanow, Korsek, 1782 ; réédité à Varsovie en 1890 et à Tel-Aviv en 1960.
- Christian Knorr von Rosenroth et François-Mercure Van Helmont, Kabbala denudata, édité à Sulzbach à 1677, pour le premier volume, et à Francfort en 1684 pour le second. Traduit en anglais par Samuel Liddell MacGregor Mathers, sous le titre Kabbalah unveiled, Londres, 1887. Réédité souvent depuis lors. Édité en ligne.

### Études
- Dan Cohn-Sherbok, A Dictionary of Kabbalah and Kabbalists, Impress Books, 2011.
- Joseph Dan, Mystical Ethics in Sixteenth-Century Safed, University of Washington Press, Washington, 1986.
- Morris M. Faierstein, Safed Kabbalah and the Sephardic Heritage, in Sephardic & Mizrahi Jewry, New York University Press, New York, 2005.
- Lawrence Fine, Physician of the Soul, Healer of the Cosmos : Isaac Luria and His Kabbalistic Fellowship, Stanford University Press, 2003.
- Lawrence Fine, Safed Spirituality. The Rules of Mystical Piety: The Beginning of Wisdom, Ramsey, Paulist Press, 1984.
- Daphne Freedman, Man and the Theogony in the Lurianic Cabala, Gorgias Press LLC, 2006.
- Moshé Idel, On Mobility, Individuals and Groups : Prolegomenon for a Socialogical Approach to Sixteenth-Century Kabbalah, in Kabbalah: Journal for the Study of Jewish Mystical Texts, Volume 3, edited by Daniel Abrams and Avraham Elqayam, Cherub Press, Los Angeles, 1998.
- Aryeh Kaplan. Inner Space: Introduction to Kabbalah, Meditation and Prophecy Moznaim Publishing Corp, 1990.
- Eliahu Klein, Kabbalah of Creation : Isaac Luria's Earlier Mysticism, Jason Aronson Publishers, Northvale, NJ, 1999.
- Bernard-Henri Lévy. L'Esprit du judaïsme, Grasset, 2016.
- Charles Mopsik, Aspects de la Cabale à Safed après l’Expulsion, dans Inquisition et pérennité (ouvrage collectif) sous la direction de David Banon, Le Cerf, 1992.
- Charles Mopsik, Cabale et Cabalistes, Albin Michel, 2003.
- Gérard Nahon, La Terre sainte au temps des kabbalistes, 1492-1592, Albin Michel (Présences du judaïsme), Paris, 1997.
- Gershom Scholem, La kabbale. Une introduction, origines, thèmes et biographies, Le Cerf, Paris, 1998.
- Gershom Scholem, Les grands courants de la mystique juive, Payot, Paris, 1954.
- Gershom Scholem, La kabbale, Gallimard, coll. "Folio essais", Paris, 1974.